# Triuridales
Triuridales era uma ordem de plantas com flor usada no sistema de Cronquist, na subclasse Alismatidae, com a seguinte circunscrição:
- ordem Triuridales
família Petrosaviaceae
família Triuridaceae

O sistema APG II deixa a primeira destas duas famílias não atribuídas, no clade monocotiledóneas (monocots), enquanto que a segunda família é transferida para o ordem Pandanales.